# Zaleptus cochinensis
Zaleptus cochinensis is een hooiwagen uit de familie Sclerosomatidae.